# Steglichova esterifikace
Steglichova esterifikace je druh esterifikace, při němž je jedním z reaktantů dicyklohexylkarbodiimid a jako katalyzátor se používá 4-dimethylaminopyridin. Tuto reakci popsal Wolfgang Steglich v roce 1978. Jedná se o úpravu staršího postupu tvorby aminu pomocí dicyklohexylkarbodiimidu a 1-hydroxybenzotriazolu (HOBT).
Reakce obvykle probíhá při pokojové teplotě. Jako rozpouštědlo se používá dichlormethan. Díky tomu, že se provádí za mírných podmínek, tak lze tímto způsobem získat produkty, které jinými metodami připravit nelze, jako jsou estery kyseliny 2,4-dihydroxybenzoové. DCC reaguje s vodou vznikající při reakci a vytváří N,N′-dicyklohexylmočovinu.

## Mechanismus
Při použití aminů reakce probíhá dobře, protože se aminy mění na příslušné amidy, které jsou méně nukleofilní. Při pomalém průběhu esterifikace dochází k vedlejším reakcím, jako je 1,3-přesmyk O-acylového meziproduktu na N-acylmočovinu, která nemůže dále reagovat s alkoholem, čímž se snižuje výtěžnost či ztěžuje izolace produktu. Vedlejším reakcím lze zabránit přidáním dimethylaminopyridinu (DMAP), který zprostředkovává přenos acylové skupiny následujícím způsobem: